# Jonas Unger
Jonas Bernhard Unger, född 5 februari 1834 i Gunnarskogs socken, Värmlands län, död 20 april 1907 i Nors församling, var en svensk kyrkoherde och riksdagsman, bror till Magnus och Adolf Unger.
Unger var kyrkoherde i Nors församling i Karlstads stift. Han var i riksdagen ledamot av andra kammaren 1885–1887, invald i Mellansysslets domsagas valkrets.